# Вибори в Палату Радників Японії (2013)
Вибори в Палату радників Японії 2013 року (яп. 第23回参議院議員通常選挙, Dainijūsankai Sangiingiin Tsūjōsenkyo) — 23-ті чергові вибори членів до Палати Радників, верхньої палати японського парламенту, що пройшли 21 липня 2013 року. 
Члени палати радників переобираються на шестирічний термін, під час виборів переобирається половина складу палати. Відповідно 2013 року будуть переобирались члени, обрані 2007 року. 
На останніх виборах 2010 року Демократична партія Японії залишалася найбільшою, але її правляча коаліція більшість у парламенті втратила. 
Після виборів більшість у парламенті залишила провладна коаліція із Ліберально-демократичної партії та партії «Нова Комейто», в яких стало 135 з 242 місць парламенту.

## Результати виборів

### Новий склад Палати Радників за партіями
| ↓   |                     |    |    |     |    |                                |  |
| 11  | 59                  | 10 | 18 | 9   | 20 | 115                            |  |
| КПЯ | Демократична партія | І  | ТП | ПЯВ | НК | Ліберально-демократична партія |  |